# Cléry-Saint-André

Cléry-Saint-André este o comună în departamentul Loiret din centrul Franței. În 1 ianuarie 2022 avea o populație de 3.540 de locuitori.